# Закрајц Бродски
Закрајц Бродски (хрв. Zakrajc Brodski) је насељено место у општини Скрад, Приморско-горанска жупанија, Хрватска.

## Историја
До територијалне реорганизације у Хрватској био је у саставу старе општине Делнице.

## Становништво
У попису становништва из 2011. године, Закрајц Бродски је имао 1 становника.
| Број становника према пописима | Број становника према пописима | Број становника према пописима | Број становника према пописима | Број становника према пописима | Број становника према пописима | Број становника према пописима | Број становника према пописима | Број становника према пописима | Број становника према пописима | Број становника према пописима | Број становника према пописима | Број становника према пописима | Број становника према пописима | Број становника према пописима | Број становника према пописима |
| ------------------------------ | ------------------------------ | ------------------------------ | ------------------------------ | ------------------------------ | ------------------------------ | ------------------------------ | ------------------------------ | ------------------------------ | ------------------------------ | ------------------------------ | ------------------------------ | ------------------------------ | ------------------------------ | ------------------------------ | ------------------------------ |
| 1857                           | 1869                           | 1880                           | 1890                           | 1900                           | 1910                           | 1921                           | 1931                           | 1948                           | 1953                           | 1961                           | 1971                           | 1981                           | 1991                           | 2001                           | 2011                           |
| 94                             | 38                             | 34                             | 31                             | 24                             | 47                             | 46                             | 36                             | 29                             | 37                             | 24                             | 19                             | 7                              | 3                              | 1                              | 1                              |

Напомена: Исказивано под именом Доњи Закрајц 1857. и од 1880. до 1900, Доњи Закрај 1869. и Закрајц Бродски од 1910. надаље. Године 1910. и 1921. садржи податке за насеље Врх Бродски.